# Campionato mondiale maschile di pallacanestro 2023
Il XIX Campionato mondiale maschile di pallacanestro si è svolto in Giappone, Filippine e Indonesia dal 25 agosto 2023 al 10 settembre 2023. Si tratta della terza edizione con la nuova denominazione FIBA World Cup e la seconda con 32 partecipanti. Manila, capitale delle Filippine, ha ospitato anche la fase finale dai quarti di finale in avanti.
Il torneo è stato vinto dalla Germania, che ha battuto in finale la Serbia.
Il campionato serve anche come qualificazione ai Giochi della XXXIII Olimpiade; infatti, si qualificano le migliori due squadre americane ed europee, e la migliore squadra africana, asiatica e oceanica.
Il campionato è stato vinto per la prima volta dalla Germania, che in finale ha battuto la Serbia per 83-77.
Nella giornata inaugurale della competizione è stato fatto registrare il nuovo record di spettatori per una partita della fase finale del campionato mondiale, ossia 38115 spettatori per la gara tra Filippine e Rep. Dominicana; il precedente record era di 32616, fatto registrare nella finale del campionato mondiale 1994 allo SkyDome di Toronto.

## Formula
Alla fase finale del torneo sono state ammesse 32 squadre, divise inizialmente in otto gruppi da quattro squadre ciascuno. Le prime due classificate avanzano alla seconda fase, organizzata in quattro nuovi gruppi da quattro squadre ciascuno. Le prime due classificate di ogni girone accedono ai quarti di finale.

## Sedi delle partite
| Filippine                 | Filippine                 | Filippine                      | Filippine                      | Filippine                  | Filippine                  |
| ------------------------- | ------------------------- | ------------------------------ | ------------------------------ | -------------------------- | -------------------------- |
| Philippine Arena (Bocaue) | Philippine Arena (Bocaue) | Araneta Coliseum (Quezon City) | Araneta Coliseum (Quezon City) | Mall of Asia Arena (Pasay) | Mall of Asia Arena (Pasay) |
| Capacità: 55 000          | Capacità: 55 000          | Capacità: 15 000               | Capacità: 15 000               | Capacità: 16 500           | Capacità: 16 500           |
|                           |                           |                                |                                |                            |                            |
| Giappone                  | Giappone                  | Giappone                       | Indonesia                      | Indonesia                  | Indonesia                  |
| Okinawa Arena (Okinawa)   | Okinawa Arena (Okinawa)   | Okinawa Arena (Okinawa)        | Indonesia Arena (Giacarta)     | Indonesia Arena (Giacarta) | Indonesia Arena (Giacarta) |
| Capacità: 10 000          | Capacità: 10 000          | Capacità: 10 000               | Capacità: 16 000               | Capacità: 16 000           | Capacità: 16 000           |
|                           |                           |                                |                                |                            |                            |

## Qualificazioni

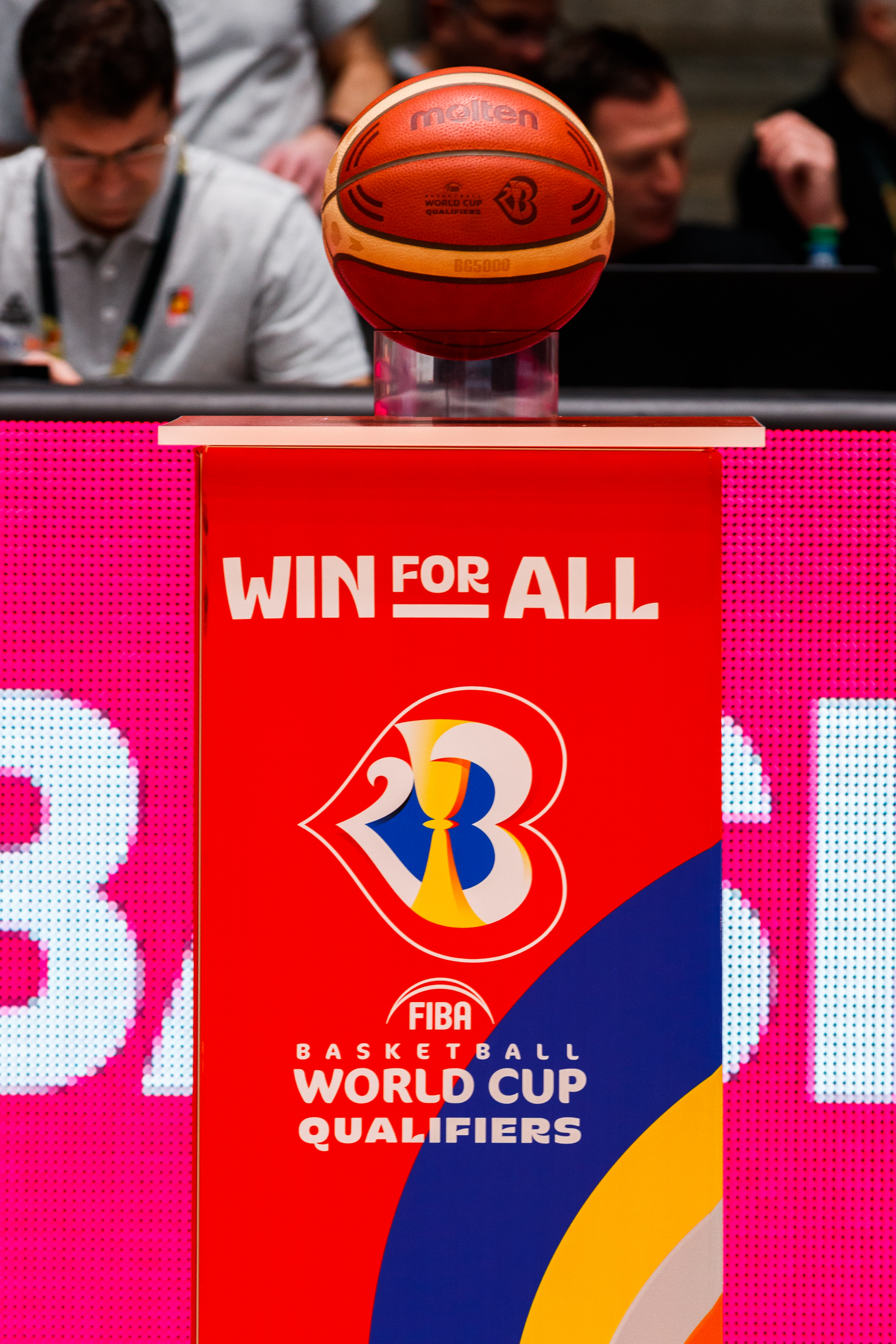
Il basket ufficiale della Molten nelle qualificazioni per la Coppa del Mondo 2023

In qualità di nazioni co-organizzatrici, Filippine e Giappone hanno ottenuto la qualificazione automatica al torneo quando hanno ottenuto i diritti di ospitare congiuntamente l'Indonesia, paese co-organizzatore. Tuttavia, la qualificazione dell'Indonesia come nazione ospitante era condizionata, poiché la FIBA voleva che la nazionale indonesiana fosse competitiva entro il 2021 e quindi richiedeva che l'Indonesia si qualificasse e arrivasse tra le prime otto (avanzando ai quarti di finale) per la FIBA Asia Cup 2022 (rinviata dal 2021). L'Indonesia si è ufficialmente qualificata per la Coppa d'Asia come nazione ospitante e ha superato il girone preliminare, ma ha perso contro la Cina nei playoff (ottavi di finale) e non è quindi riuscita a qualificarsi per il suo sperato debutto in Coppa del Mondo di basket FIBA. Questa è stata la prima volta nella storia della Coppa del Mondo di basket FIBA che una nazione ospitante non si è qualificata.
Ottanta squadre provenienti da quattro zone FIBA si sono qualificate per le qualificazioni alla Coppa del Mondo attraverso la qualificazione alle Coppe Continentali FIBA (AfroBasket 2021, FIBA AmeriCup 2022, FIBA Asia Cup 2022 ed EuroBasket 2022). Per l'Europa e le Americhe, ulteriori squadre si sono qualificate attraverso le pre-qualificazioni delle suddette regioni. Le partecipanti sia all'AfroBasket che all'Asia Cup comprendevano le squadre che avevano preso parte anche alle qualificazioni per le rispettive regioni. La prima partita delle qualificazioni si è svolta a Minsk il 25 novembre 2021 tra Bielorussia e Turchia, nell'ambito delle qualificazioni europee. Il sorteggio per le qualificazioni alla Coppa del Mondo si è tenuto presso la Casa del Basket Patrick Baumann a Mies, in Svizzera, il 31 agosto 2021.

## Squadre partecipanti
Come rappresentative delle nazioni ospitanti, Filippine e Giappone erano qualificate direttamente alla fase finale del campionato mondiale. Al contrario, la qualificazione diretta dell'Indonesia, terza rappresentativa ospitante, era condizionata dal raggiungimento di un discreto livello di competitività, come richiesto dalla FIBA. Infatti, avrebbe dovuto qualificarsi al campionato asiatico 2022 e concludere tra le prime otto posizioni. L'Indonesia partecipò al campionato asiatico come paese ospitante, superò la fase a gironi, ma venne eliminata nei play-off, mancando così la qualificazione al campionato mondiale 2023.
I 32 posti a disposizione sono stati così suddivisi: 12 squadre europee, 8 squadre del blocco Asia-Oceania, 7 squadre delle Americhe e 5 africane. Nelle 8 del blocco Asia-Oceania sono comprese Filippine e Giappone, già qualificate come Paesi ospitanti.
| Pr. | Squadra         | Data di qualificazione certa | Confed.       | Partecipante in quanto                                         | Partecipazioni precedenti al torneo                                                                       | Ultima presenza |
| --- | --------------- | ---------------------------- | ------------- | -------------------------------------------------------------- | --- | --------------- |
| 1   | Giappone        | 9 dicembre 2017              | FIBA Asia     | Rappresentativa della nazione organizzatrice della fase finale | 5 (1963, 1967, 1998, 2006, 2019)                                                                          | Cina 2019       |
| 2   | Filippine       | 9 dicembre 2017              | FIBA Asia     | Rappresentativa della nazione organizzatrice della fase finale | 6 (1954, 1959, 1974, 1978, 2014, 2019)                                                                    | Cina 2019       |
| 3   | Finlandia       | 28 agosto 2022               | FIBA Europe   | Top 3 gruppo J Europa                                          | 1 (2014)                                                                                                  | Spagna 2014     |
| 4   | Costa d'Avorio  | 28 agosto 2022               | FIBA Africa   | Top 2 gruppo E Africa                                          | 4 (1982, 1986, 2010, 2019)                                                                                | Cina 2019       |
| 5   | Nuova Zelanda   | 29 agosto 2022               | FIBA Oceania  | Top 3 gruppo E Asia                                            | 6 (1982, 2002, 2006, 2010, 2014, 2019)                                                                    | Cina 2019       |
| 6   | Libano          | 29 agosto 2022               | FIBA Asia     | Top 3 gruppo E Asia                                            | 3 (2002, 2006, 2010)                                                                                      | Turchia 2010    |
| 7   | Canada          | 10 novembre 2022             | FIBA Americas | Top 3 gruppo E Americhe                                        | 14 (1954, 1959, 1963, 1970, 1974, 1978, 1982, 1986, 1990, 1994, 1998, 2002, 2010, 2019)                   | Cina 2019       |
| 8   | Australia       | 11 novembre 2022             | FIBA Oceania  | Top 3 gruppo F Asia                                            | 12 (1970, 1974, 1978, 1982, 1986, 1990, 1994, 1998, 2006, 2010, 2014, 2019)                               | Cina 2019       |
| 9   | Germania        | 11 novembre 2022             | FIBA Europe   | Top 3 gruppo J Europa                                          | 6 (1986, 1994, 2002, 2006, 2010, 2019)                                                                    | Cina 2019       |
| 10  | Lettonia        | 11 novembre 2022             | FIBA Europe   | Top 3 gruppo I Europa                                          | - | Esordiente      |
| 11  | Italia          | 14 novembre 2022             | FIBA Europe   | Top 3 gruppo L Europa                                          | 9 (1963, 1967, 1970, 1978, 1986, 1990, 1998, 2006, 2019)                                                  | Cina 2019       |
| 12  | Spagna          | 14 novembre 2022             | FIBA Europe   | Top 3 gruppo L Europa                                          | 12 (1950, 1974, 1982, 1986, 1990, 1994, 1998, 2002, 2006, 2010, 2014, 2019)                               | Cina 2019       |
| 13  | Cina            | 14 novembre 2022             | FIBA Asia     | Top 3 gruppo F Asia                                            | 9 (1978, 1982, 1986, 1990, 1994, 2002, 2006, 2010, 2019)                                                  | Cina 2019       |
| 14  | Slovenia        | 14 novembre 2022             | FIBA Europe   | Top 3 gruppo J Europa                                          | 3 (2006, 2010, 2014)                                                                                      | Spagna 2014     |
| 15  | Lituania        | 14 novembre 2022             | FIBA Europe   | Top 3 gruppo K Europa                                          | 5 (1998, 2006, 2010, 2014,2019)                                                                           | Cina 2019       |
| 16  | Francia         | 14 novembre 2022             | FIBA Europe   | Top 3 gruppo K Europa                                          | 8 (1950, 1954, 1963, 1986, 2006, 2010, 2014, 2019)                                                        | Cina 2019       |
| 17  | Grecia          | 14 novembre 2022             | FIBA Europe   | Top 3 gruppo I Europa                                          | 8 (1986, 1990, 1994, 1998, 2006, 2010, 2014, 2019)                                                        | Cina 2019       |
| 18  | Stati Uniti     | 23 febbraio 2023             | FIBA Americas | Top 3 gruppo F Americhe                                        | 18 (1950, 1954, 1959, 1963, 1967, 1970, 1974, 1978, 1982, 1986, 1990, 1994, 1998, 2006, 2010, 2014, 2019) | Cina 2019       |
| 19  | Giordania       | 24 febbraio 2023             | FIBA Asia     | Top 3 gruppo E Asia                                            | 2 (2010, 2019)                                                                                            | Cina 2019       |
| 20  | Sudan del Sud   | 24 febbraio 2023             | FIBA Africa   | Top 2 gruppo F Africa                                          | - | Esordiente      |
| 21  | Egitto          | 24 febbraio 2023             | FIBA Africa   | Top 2 gruppo F Africa                                          | 6 (1950, 1959, 1970, 1990, 1994, 2014)                                                                    | Spagna 2014     |
| 22  | Angola          | 25 febbraio 2023             | FIBA Africa   | Top 2 gruppo E Africa                                          | 8 (1986, 1990, 1994, 2002, 2006, 2010, 2014, 2019)                                                        | Cina 2019       |
| 23  | Iran            | 26 febbraio 2023             | FIBA Asia     | Top 3 gruppo F Asia                                            | 3 (2010, 2014, 2019)                                                                                      | Cina 2019       |
| 24  | Capo Verde      | 26 febbraio 2023             | FIBA Africa   | Migliore 3ª dei gruppi Africa                                  | - | Esordiente      |
| 25  | Georgia         | 26 febbraio 2023             | FIBA Europe   | Top 3 gruppo L Europa                                          | - | Esordiente      |
| 26  | Montenegro      | 26 febbraio 2023             | FIBA Europe   | Top 3 gruppo K Europa                                          | 1 (2019)                                                                                                  | Cina 2019       |
| 27  | Rep. Dominicana | 26 febbraio 2023             | FIBA Americas | Top 3 gruppo E Americhe                                        | 3 (1978, 2014, 2019)                                                                                      | Cina 2019       |
| 28  | Venezuela       | 26 febbraio 2023             | FIBA Americas | Top 3 gruppo E Americhe                                        | 4 (1990, 2002, 2006, 2019)                                                                                | Cina 2019       |
| 29  | Porto Rico      | 26 febbraio 2023             | FIBA Americas | Top 3 gruppo F Americhe                                        | 14 (1959, 1963, 1967, 1974, 1978, 1986, 1990, 1994, 1998, 2002, 2006, 2010, 2014, 2019)                   | Cina 2019       |
| 30  | Messico         | 26 febbraio 2023             | FIBA Americas | Top 3 gruppo F Americhe                                        | 5 (1959, 1963, 1967, 1974, 2014)                                                                          | Spagna 2014     |
| 31  | Brasile         | 26 febbraio 2023             | FIBA Americas | Migliore 4ª dei gruppi Americhe                                | 18 (1950, 1954, 1959, 1963, 1967, 1970, 1974, 1978, 1982, 1986, 1990, 1994, 1998, 2006, 2010, 2014, 2019) | Cina 2019       |
| 32  | Serbia          | 27 febbraio 2023             | FIBA Europe   | Top 3 Gruppo I Europa                                          | 6 (1998, 2002, 2006, 2010, 2014, 2019)                                                                    | Cina 2019       |

## Prima fase

### Sorteggio
Il sorteggio dei raggruppamenti si è tenuto a Quezon City, nelle Filippine, il 29 aprile 2023. Le 32 squadre sono state suddivise in otto urne da quattro squadre ciascuna, sulla base della classifica mondiale della FIBA rilasciata a febbraio 2023. Le Filippine sono state inserite nell'urna 1 come rappresentativa del paese ospitante la fase finale del torneo, assieme a Spagna, Stati Uniti e Australia. I tre paesi ospitanti avevano la possibilità di indicare una nazionale a testa che avrebbe giocato nel proprio paese nella fase a gruppi, prevalentemente per ragioni commerciali: le Filippine hanno scelto gli Stati Uniti, il Giappone ha scelto la Slovenia, mentre l'Indonesia il Canada.
Le squadre nelle urne 1, 3, 5 e 7 sono state sorteggiate per i gruppi A, C, E e G, mentre le squadre nelle urne 2, 4, 6 e 8 sono state sorteggiate per i gruppi B, D, F e H. Inoltre, le squadre africane, americane, asiatiche ed oceaniane non potevano essere sorteggiate in gruppi con altre squadre della stessa confederazione, mentre non più di due squadre europee potevano essere inserite nello stesso gruppo.

### Gruppo A

#### Classifica
| Pos. | Squadra         | Pt | G | V | P | PF  | PS  | DP  |
| ---- | --------------- | -- | - | - | - | --- | --- | --- |
| 1.   | Rep. Dominicana | 6  | 3 | 3 | 0 | 249 | 230 | +19 |
| 2.   | Italia          | 5  | 3 | 2 | 1 | 253 | 237 | +16 |
| 3.   | Angola          | 4  | 3 | 1 | 2 | 214 | 226 | -12 |
| 4.   | Filippine       | 3  | 3 | 0 | 3 | 234 | 257 | -23 |

#### Risultati
| Arbitri: | Guilherme Locatelli Kerem Baki Martin Vulić |

|               |          |               |
| Dundão 19     | Punti    | 19 Fontecchio |
| Gonçalves 4   | Assist   | 7 Spissu      |
| 5 giocatori 5 | Rimbalzi | 7 Polonara    |

| Arbitri: | Yohan Rosso Leandro Zalazar Gatis Saliņš |

|          |          |                     |
| Towns 26 | Punti    | 28 Clarkson         |
| Feliz 8  | Assist   | 7 Clarkson          |
| Towns 10 | Rimbalzi | 7 Clarkson, Fajardo |

| Arbitri: | Gatis Saliņš Luis Castillo Georgios Poursanidis |

|           |          |                 |
| Spissu 17 | Punti    | 24 Feliz, Towns |
| Spissu 4  | Assist   | 9 Montero       |
| Melli 7   | Rimbalzi | 11 Towns        |

| Arbitri: | Guilherme Locatelli Mārtiņš Kozlovskis Martin Vulić |

|             |          |                   |
| Clarkson 21 | Punti    | 17 Gonçalves      |
| Clarkson 7  | Assist   | 7 Domingos        |
| Fajardo 7   | Rimbalzi | 7 Bango, Fernando |

| Arbitri: | Guilherme Locatelli Luis Castillo Martin Vulić |

|             |          |          |
| De Sousa 19 | Punti    | 17 Feliz |
| Dundão 7    | Assist   | 4 Solano |
| De Sousa 9  | Rimbalzi | 8 Liz    |

| Arbitri: | Yohan Rosso Leandro Zalazar Mārtiņš Kozlovskis |

|             |          |               |
| Clarkson 23 | Punti    | 18 Fontecchio |
| Clarkson 6  | Assist   | 9 Spissu      |
| Edu 8       | Rimbalzi | 6 3 giocatori |

### Gruppo B

#### Classifica
| Pos. | Squadra       | Pt | G | V | P | PF  | PS  | DP  |
| ---- | ------------- | -- | - | - | - | --- | --- | --- |
| 1.   | Serbia        | 6  | 3 | 3 | 0 | 314 | 223 | +91 |
| 2.   | Porto Rico    | 5  | 3 | 2 | 1 | 285 | 279 | +6  |
| 3.   | Sudan del Sud | 4  | 3 | 1 | 2 | 268 | 285 | -17 |
| 4.   | Cina          | 3  | 3 | 0 | 3 | 221 | 301 | -80 |

#### Risultati
| Arbitri: | Guilherme Locatelli Luis Castillo Carlos Peralta |

|                   |          |             |
| Jones 38          | Punti    | 21 Thompson |
| Jones 11          | Assist   | 10 Waters   |
| Gabriel, Shayok 7 | Rimbalzi | 13 Thompson |

| Arbitri: | Yohan Rosso Mārtiņš Kozlovskis Rabah Noujaim |

|                           |          |                |
| Bogdanović, Marinković 14 | Punti    | 17 Zhao R.     |
| Gudurić, S. Jović 6       | Assist   | 6 Zhao J.      |
| Milutinov, Ristić 6       | Rimbalzi | 5 Cui, Zhou Qi |

| Arbitri: | Guilherme Locatelli Kerem Baki Martin Vulić |

|           |          |           |
| Li 22     | Punti    | 21 Jones  |
| Zhao J. 4 | Assist   | 6 Jones   |
| Li 5      | Rimbalzi | 6 Maluach |

| Arbitri: | Yohan Rosso Leandro Zalazar Carlos Peralta |

|            |          |              |
| Pineiro 14 | Punti    | 17 N. Jović  |
| Waters 9   | Assist   | 6 S. Jović   |
| Conditt 11 | Rimbalzi | 15 Milutinov |

| Arbitri: | Yohan Rosso Kerem Baki Rabah Noujaim |

|         |          |              |
| Jok 21  | Punti    | 25 N. Jović  |
| Jones 6 | Assist   | 13 S. Jović  |
| Omot 5  | Rimbalzi | 10 Milutinov |

| Arbitri: | Gatis Saliņš Luis Castillo Carlos Peralta |

|              |          |           |
| Zhao R. 16   | Punti    | 22 Waters |
| Zhao J. 5    | Assist   | 6 Waters  |
| Wang, Zhou 5 | Rimbalzi | 10 Romero |

### Gruppo C

#### Classifica
| Pos. | Squadra       | Pt | G | V | P | PF  | PS  | DP   |
| ---- | ------------- | -- | - | - | - | --- | --- | ---- |
| 1.   | Stati Uniti   | 6  | 3 | 3 | 0 | 318 | 215 | +103 |
| 2.   | Grecia        | 5  | 3 | 2 | 1 | 256 | 254 | +2   |
| 3.   | Nuova Zelanda | 4  | 3 | 1 | 2 | 241 | 269 | -28  |
| 4.   | Giordania     | 3  | 3 | 0 | 3 | 220 | 297 | -77  |

#### Risultati
| Arbitri: | Antonio Conde Takaki Kato Manuel Attard |

|                     |          |                 |
| Hollis-Jefferson 24 | Punti    | 19 Larentzakīs  |
| Ibrahim 6           | Assist   | 7 Walkup        |
| Hollis-Jefferson 9  | Rimbalzi | 7 Rogkavopoulos |

| Arbitri: | Manuel Mazzoni Boris Krejič Park Kyoung-jin |

|             |          |             |
| Banchero 21 | Punti    | 15 Te Rangi |
| Reaves 6    | Assist   | 5 Ili       |
| Edwards 7   | Rimbalzi | 5 Delany    |

| Arbitri: | Takaki Kato Boris Krejič Péter Praksch |

|           |          |                     |
| Le'Afa 23 | Punti    | 39 Hollis-Jefferson |
| Ili 10    | Assist   | 9 Ibrahim           |
| Delany 7  | Rimbalzi | 10 al-Dwairi        |

| Arbitri: | Antonio Conde Manuel Mazzoni Daniel García |

|                                |          |           |
| Papagiannīs 17                 | Punti    | 15 Reaves |
| Walkup 7                       | Assist   | 6 Reaves  |
| Antetokounmpo, Rogkavopoulos 4 | Rimbalzi | 11 Hart   |

| Arbitri: | Takaki Kato Kristian Paez Péter Praksch |

|              |          |                     |
| Edwards 22   | Punti    | 20 Hollis-Jefferson |
| Haliburton 6 | Assist   | 6 Kanaan            |
| Hart 12      | Rimbalzi | 7 Hollis-Jefferson  |

| Arbitri: | Manuel Mazzoni Andris Aunkrogers Carlos Vélez |

|               |          |           |
| Papapetrou 27 | Punti    | 27 Ili    |
| Walkup 9      | Assist   | 8 Ili     |
| Papagiannīs 9 | Rimbalzi | 14 Delany |

### Gruppo D

#### Classifica
| Pos. | Squadra    | Pt | G | V | P | PF  | PS  | DP  |
| ---- | ---------- | -- | - | - | - | --- | --- | --- |
| 1.   | Lituania   | 6  | 3 | 3 | 0 | 280 | 204 | +76 |
| 2.   | Montenegro | 5  | 3 | 2 | 1 | 251 | 236 | +15 |
| 3.   | Egitto     | 4  | 3 | 1 | 2 | 241 | 254 | -13 |
| 4.   | Messico    | 3  | 3 | 0 | 3 | 209 | 287 | -78 |

#### Risultati
| Arbitri: | Manuel Mazzoni Daniel García Kristian Paez |

|          |          |            |
| Cruz 16  | Punti    | 27 Vučević |
| Stoll 7  | Assist   | 7 Perry    |
| Jaimes 8 | Rimbalzi | 10 Vučević |

| Arbitri: | Antonio Conde Péter Praksch Carlos Vélez |

|               |          |                |
| Marei 14      | Punti    | 18 Normantas   |
| 3 giocatori 3 | Assist   | 5 Brazdeikis   |
| Marei 9       | Rimbalzi | 10 Valančiūnas |

| Arbitri: | Antonio Conde Takaki Kato Andris Aunkrogers |

|                     |          |            |
| Vučević 16          | Punti    | 26 Amin    |
| Perry 7             | Assist   | 4 el-Gendi |
| Radončić, Vučević 7 | Rimbalzi | 8 Gardner  |

| Arbitri: | Manuel Mazzoni Boris Krejič Kristian Paez |

|                            |          |                  |
| Jokubaitis, Valančiūnas 15 | Punti    | 13 Girón         |
| Jokubaitis 7               | Assist   | 4 Jaimes         |
| Valančiūnas 12             | Rimbalzi | 6 Ibarra, Jaimes |

| Arbitri: | Antonio Conde Daniel García Park Kyoung-jin |

|          |          |                 |
| Amin 22  | Punti    | 21 Cruz, Ibarra |
| Amin 10  | Assist   | 14 Stoll        |
| Marei 10 | Rimbalzi | 6 Jaimes        |

| Arbitri: | Boris Krejič Kristian Paez Manuel Attard |

|               |          |                |
| Vučević 19    | Punti    | 19 Jokubaitis  |
| 6 giocatori 2 | Assist   | 6 Jokubaitis   |
| Simonović 6   | Rimbalzi | 11 Sedekerskis |

### Gruppo E

#### Classifica
| Pos. | Squadra   | Pt | G | V | P | PF  | PS  | DP  |
| ---- | --------- | -- | - | - | - | --- | --- | --- |
| 1.   | Germania  | 6  | 3 | 3 | 0 | 267 | 220 | +47 |
| 2.   | Australia | 5  | 3 | 2 | 1 | 289 | 246 | +43 |
| 3.   | Giappone  | 4  | 3 | 1 | 2 | 250 | 278 | -28 |
| 4.   | Finlandia | 3  | 3 | 0 | 3 | 235 | 297 | -62 |

#### Risultati
| Arbitri: | Jorge Vázquez Wojciech Liszka Blanca Burns |

|                     |          |          |
| Markkanen 19        | Punti    | 27 Mills |
| Little, Markkanen 4 | Assist   | 8 Giddey |
| Markkanen 8         | Rimbalzi | 9 Giddey |

| Arbitri: | Omar Bermúdez Amy Bonner Waseem Husainy |

|                       |          |               |
| M. Wagner 25          | Punti    | 20 Watanabe   |
| Schröder, F. Wagner 5 | Assist   | 3 3 giocatori |
| M. Wagner 9           | Rimbalzi | 10 Hawkinson  |

| Arbitri: | Matthew Kallio Blanca Burns Omar Bermúdez |

|                |          |             |
| Mills 21       | Punti    | 30 Schröder |
| Mills 6        | Assist   | 8 Schröder  |
| Cooks, Mills 5 | Rimbalzi | 6 Voigtmann |

| Arbitri: | Ademir Zurapović Amy Bonner Ahmed Al-Shuwaili |

|              |          |               |
| Hawkinson 28 | Punti    | 27 Markkanen  |
| Kawamura 9   | Assist   | 5 4 giocatori |
| Hawkinson 19 | Rimbalzi | 12 Markkanen  |

| Arbitri: | Matthew Kallio Martin Horozov Wael Mostafa |

|                      |          |             |
| Bonga, Schröder 15   | Punti    | 14 Nkamhoua |
| Lô 5                 | Assist   | 6 Maxhuni   |
| Hollatz, Voigtmann 4 | Rimbalzi | 5 Jantunen  |

| Arbitri: | Jorge Vázquez Amy Bonner Waseem Husainy |

|           |          |                       |
| Giddey 26 | Punti    | 33 Hawkinson          |
| Giddey 11 | Assist   | 7 Kawamura, Togashi   |
| Cooks 16  | Rimbalzi | 7 Hawkinson, Watanabe |

### Gruppo F

#### Classifica
| Pos. | Squadra    | Pt | G | V | P | PF  | PS  | DP  |
| ---- | ---------- | -- | - | - | - | --- | --- | --- |
| 1.   | Slovenia   | 6  | 3 | 3 | 0 | 280 | 229 | +51 |
| 2.   | Georgia    | 5  | 3 | 2 | 1 | 222 | 207 | +15 |
| 3.   | Capo Verde | 4  | 3 | 1 | 2 | 218 | 252 | -34 |
| 4.   | Venezuela  | 3  | 3 | 0 | 3 | 219 | 251 | -32 |

#### Risultati
| Arbitri: | Jorge Vázquez Martin Horozov Wael Mostafa |

|                |          |                    |
| Mendes 11      | Punti    | 16 Shengelia       |
| DaRosa 6       | Assist   | 6 Andronik'ashvili |
| Wa. Tavares 12 | Rimbalzi | 11 Bitadze         |

| Arbitri: | Ademir Zurapović Matthew Kallio Wojciech Liszka |

|           |          |                       |
| Dončić 37 | Punti    | 16 Sojo               |
| Dončić 6  | Assist   | 6 Guillént            |
| Dončić 7  | Rimbalzi | 4 Carrera, Colmenares |

| Arbitri: | Ademir Zurapović Wojciech Liszka Ahmed Al-Shuwaili |

|             |          |                            |
| Cubillán 15 | Punti    | 22 Gomes                   |
| Cubillán 4  | Assist   | 3 Wa. Tavares, Wi. Tavares |
| Sojo 7      | Rimbalzi | 14 Wa. Tavares             |

| Arbitri: | Jorge Vázquez Omar Bermúdez Blanca Burns |

|                    |          |           |
| Mamuk'elashvili 21 | Punti    | 34 Dončić |
| Tsintsadze 7       | Assist   | 6 Dončić  |
| Mamuk'elashvili 7  | Rimbalzi | 10 Dončić |

| Arbitri: | Matthew Kallio Amy Bonner Wojciech Liszka |

|                      |          |               |
| Shengelia 25         | Punti    | 16 Colmenares |
| Sanadze, Shengelia 3 | Assist   | 7 Guillént    |
| Bitadze 11           | Rimbalzi | 12 Colmenares |

| Arbitri: | Ademir Zurapović Omar Bermúdez Waseem Husainy |

|           |          |                |
| Dončić 19 | Punti    | 17 Gomes       |
| Dončić 9  | Assist   | 5 Wa. Tavares  |
| Dončić 7  | Rimbalzi | 10 Wa. Tavares |

### Gruppo G

#### Classifica
| Pos. | Squadra        | Pt | G | V | P | PF  | PS  | DP  |
| ---- | -------------- | -- | - | - | - | --- | --- | --- |
| 1.   | Spagna         | 6  | 3 | 3 | 0 | 275 | 207 | +68 |
| 2.   | Brasile        | 5  | 3 | 2 | 1 | 267 | 232 | +35 |
| 3.   | Costa d'Avorio | 4  | 3 | 1 | 2 | 212 | 252 | -40 |
| 4.   | Iran           | 3  | 3 | 0 | 3 | 193 | 256 | -63 |

#### Risultati
| Arbitri: | Julio Anaya Aleksandar Glišić Daigo Urushima |

|                |          |                 |
| Aghajanpour 11 | Punti    | 16 Caboclo      |
| 4 giocatori 3  | Assist   | 6 Huertas, Yago |
| Amini 6        | Rimbalzi | 7 Caboclo       |

| Arbitri: | Juan Fernández Andrés Bartel Yevgeniy Mikheyev |

|                   |          |             |
| G. Hernangómez 22 | Punti    | 11 Koné     |
| Núñez 8           | Assist   | 3 Koné      |
| Garuba 7          | Rimbalzi | 5 V. Fofana |

| Arbitri: | Aleksandar Glišić Scott Beker Gvidas Gedvilas |

|               |          |                   |
| Zouzoua 17    | Punti    | 19 Yakhchali      |
| 3 giocatori 3 | Assist   | 4 Amini           |
| Bah, Sidibé 5 | Rimbalzi | 8 Haddadi, Kazemi |

| Arbitri: | Roberto Vázquez Julio Anaya Johnny Batista |

|            |          |           |
| Caboclo 15 | Punti    | 15 Aldama |
| De Paula 7 | Assist   | 5 Núñez   |
| Caboclo 11 | Rimbalzi | 7 Núñez   |

| Arbitri: | Roberto Vázquez Scott Beker Andrés Bartel |

|                 |          |               |
| Bah 13          | Punti    | 24 dos Santos |
| Diabaté, Koné 3 | Assist   | 12 dos Santos |
| Bah 13          | Rimbalzi | 8 Caboclo     |

| Arbitri: | Julio Anaya Juan Fernández Johnny Batista |

|                       |          |                   |
| Amini 19              | Punti    | 21 J. Hernangómez |
| Haddadi, Yakhchali 7  | Assist   | 9 G. Hernangómez  |
| Girgoorian, Haddadi 5 | Rimbalzi | 6 Núñez           |

### Gruppo H

#### Classifica
| Pos. | Squadra  | Pt | G | V | P | PF  | PS  | DP   |
| ---- | -------- | -- | - | - | - | --- | --- | ---- |
| 1.   | Canada   | 6  | 3 | 3 | 0 | 324 | 213 | +111 |
| 2.   | Lettonia | 5  | 3 | 2 | 1 | 272 | 257 | +15  |
| 3.   | Francia  | 4  | 3 | 1 | 2 | 236 | 262 | -26  |
| 4.   | Libano   | 3  | 3 | 0 | 3 | 222 | 322 | -100 |

#### Risultati
| Arbitri: | Julio Anaya Scott Beker Jenna Reneau |

|                   |          |               |
| Bertāns 20        | Punti    | 19 El Darwich |
| Žagars 11         | Assist   | 8 Arakji      |
| Gražulis, Šmits 7 | Rimbalzi | 5 El Darwich  |

| Arbitri: | Roberto Vázquez Johnny Batista Gvidas Gedvilas |

|                       |          |             |
| Gilgeous-Alexander 27 | Punti    | 21 Fournier |
| Gilgeous-Alexander 6  | Assist   | 4 Okobo     |
| Gilgeous-Alexander 13 | Rimbalzi | 9 Gobert    |

| Arbitri: | Roberto Vázquez Jenna Reneau Daigo Urushima |

|               |          |               |
| Spellman 16   | Punti    | 17 Barrett    |
| Arakji 5      | Assist   | 8 Bell-Haynes |
| 3 giocatori 3 | Rimbalzi | 8 Olynyk      |

| Arbitri: | Julio Anaya Juan Fernández Andrés Bartel |

|             |          |           |
| Fournier 27 | Punti    | 22 Žagars |
| De Colo 8   | Assist   | 5 Žagars  |
| Gobert 7    | Rimbalzi | 5 Kurucs  |

| Arbitri: | Aleksandar Glišić Yevgeniy Mikheyev Daigo Urushima |

|                      |          |             |
| Arakji 29            | Punti    | 18 Yabusele |
| Arakji, El Darwich 4 | Assist   | 5 Okobo     |
| Haidar, Zeinoun 6    | Rimbalzi | 5 Cordinier |

| Arbitri: | Juan Fernández Jenna Reneau Johnny Batista |

|                       |          |             |
| Gilgeous-Alexander 27 | Punti    | 16 Gražulis |
| Gilgeous-Alexander 6  | Assist   | 6 Šķēle     |
| Ejim 7                | Rimbalzi | 10 Kurucs   |

## Seconda fase
Accedono alla seconda fase le prime due classificate di ciascun raggruppamento della prima fase, portando i punti conquistati nel corso della prima fase. Le squadre sono distribuite in quattro gruppi da quattro squadre ciascuno: le squadre provenienti dai gruppi A e B vanno nel gruppo I, quelle dai gruppi C e D nel gruppo J, quelle dai gruppi E ed F nel gruppo K, quelle dai gruppi G e H nel gruppo L. Nella seconda fase ogni squadra gioca due partite contro le due squadre del proprio gruppo contro le quali non aveva giocato. Le prime due classificate di ogni girone accedono ai quarti di finale.

### Gruppo I

#### Classifica
| Pos. | Squadra         | Pt | G | V | P | PF  | PS  | DP   |
| ---- | --------------- | -- | - | - | - | --- | --- | ---- |
| 1.   | Italia          | 9  | 5 | 4 | 1 | 404 | 370 | +34  |
| 2.   | Serbia          | 9  | 5 | 4 | 1 | 502 | 380 | +122 |
| 3.   | Porto Rico      | 8  | 5 | 3 | 2 | 444 | 449 | -5   |
| 4.   | Rep. Dominicana | 8  | 5 | 3 | 2 | 425 | 444 | -19  |

#### Risultati
| Arbitri: | Antonio Conde Luis Castillo Martin Vulić |

|               |          |               |
| Bogdanović 18 | Punti    | 30 Fontecchio |
| Bogdanović 4  | Assist   | 6 Pajola      |
| Milutinov 12  | Rimbalzi | 7 Fontecchio  |

| Arbitri: | Guilherme Locatelli Rabah Noujaim Carlos Peralta |

|          |          |               |
| Towns 39 | Punti    | 37 Waters     |
| Feliz 8  | Assist   | 11 Waters     |
| Towns 10 | Rimbalzi | 7 3 giocatori |

| Arbitri: | Guilherme Locatelli Mārtiņš Kozlovskis Martin Vulić |

|                      |          |           |
| Ricci, Tonut 15      | Punti    | 13 Waters |
| Pajola 9             | Assist   | 9 Waters  |
| Fontecchio, Melli 12 | Rimbalzi | 7 Piñeiro |

| Arbitri: | Yohan Rosso Luis Castillo Gatis Saliņš |

|           |          |               |
| Towns 25  | Punti    | 20 Bogdanović |
| Montero 4 | Assist   | 7 S. Jović    |
| Towns 7   | Rimbalzi | 6 S. Jović    |

### Gruppo J

#### Classifica
| Pos. | Squadra     | Pt | G | V | P | PF  | PS  | DP   |
| ---- | ----------- | -- | - | - | - | --- | --- | ---- |
| 1.   | Lituania    | 10 | 5 | 5 | 0 | 482 | 375 | +107 |
| 2.   | Stati Uniti | 9  | 5 | 4 | 1 | 507 | 398 | +109 |
| 3.   | Montenegro  | 8  | 5 | 3 | 2 | 397 | 390 | +7   |
| 4.   | Grecia      | 7  | 5 | 2 | 3 | 392 | 419 | -27  |

#### Risultati
| Arbitri: | Yohan Rosso Boris Krejič Gatis Saliņš |

|              |          |            |
| Edwards 17   | Punti    | 18 Vučević |
| Haliburton 6 | Assist   | 6 Perry    |
| Ingram 5     | Rimbalzi | 16 Vučević |

| Arbitri: | Manuel Mazzoni Mārtiņš Kozlovskis Kerem Baki |

|               |          |           |
| Jokubaitis 19 | Punti    | 21 Walkup |
| Jokubaitis 6  | Assist   | 7 Walkup  |
| Valančiūnas 9 | Rimbalzi | 8 Walkup  |

| Arbitri: | Daniel García Kristian Paez Péter Praksch |

|               |          |             |
| Papapetrou 16 | Punti    | 19 Vučević  |
| Walkup 6      | Assist   | 9 Dubljević |
| Mpochōridīs 6 | Rimbalzi | 9 Dubljević |

| Arbitri: | Antonio Conde Takaki Kato Boris Krejič |

|                       |          |                 |
| Edwards 35            | Punti    | 15 Kariniauskas |
| Brunson, Haliburton 7 | Assist   | 6 Jokubaitis    |
| Portis 5              | Rimbalzi | 11 Sedekerskis  |

### Gruppo K

#### Classifica
| Pos. | Squadra   | Pt | G | V | P | PF  | PS  | DP   |
| ---- | --------- | -- | - | - | - | --- | --- | ---- |
| 1.   | Germania  | 10 | 5 | 5 | 0 | 467 | 364 | +103 |
| 2.   | Slovenia  | 9  | 5 | 4 | 1 | 442 | 409 | +33  |
| 3.   | Australia | 8  | 5 | 3 | 2 | 469 | 421 | +48  |
| 4.   | Georgia   | 7  | 5 | 2 | 3 | 379 | 407 | -28  |

#### Risultati
| Arbitri: | Ademir Zurapović Omar Bermúdez Martin Horozov |

|             |          |                    |
| Lô 18       | Punti    | 19 Mamuk'elashvili |
| Schröder 7  | Assist   | 7 McFadden         |
| M. Wagner 6 | Rimbalzi | 6 Bitadze          |

| Arbitri: | Matthew Kallio Jorge Vázquez Blanca Burns |

|           |          |                 |
| Dončić 20 | Punti    | 25 Giddey       |
| Dončić 6  | Assist   | 4 Giddey        |
| Tobey 12  | Rimbalzi | 8 Giddey, Mills |

| Arbitri: | Matthew Kallio Blanca Burns Wojciech Liszka |

|          |          |                   |
| Mills 19 | Punti    | 20 Bitadze        |
| Ingles 6 | Assist   | 9 McFadden        |
| Kay 9    | Rimbalzi | 9 Mamuk'elashvili |

| Arbitri: | Ademir Zurapović Jorge Vázquez Omar Bermúdez |

|             |          |           |
| Schröder 24 | Punti    | 23 Dončić |
| Schröder 10 | Assist   | 6 Dončić  |
| M. Wagner 8 | Rimbalzi | 6 Dončić  |

### Gruppo L

#### Classifica
| Pos. | Squadra  | Pt | G | V | P | PF  | PS  | DP   |
| ---- | -------- | -- | - | - | - | --- | --- | ---- |
| 1.   | Canada   | 9  | 5 | 4 | 1 | 477 | 367 | +110 |
| 2.   | Lettonia | 9  | 5 | 4 | 1 | 450 | 410 | +40  |
| 3.   | Spagna   | 8  | 5 | 3 | 2 | 429 | 369 | +60  |
| 4.   | Brasile  | 8  | 5 | 3 | 2 | 420 | 401 | +19  |

#### Risultati
| Arbitri: | Roberto Vázquez Aleksandar Glišić Juan Fernández |

|                          |          |                 |
| G. Hernangómez 14        | Punti    | 16 Dāv. Bertāns |
| Llull 7                  | Assist   | 5 Žagars        |
| Claver, J. Hernangómez 5 | Rimbalzi | 8 R. Kurucs     |

| Arbitri: | Julio Anaya Jenna Reneau Johnny Batista |

|                       |          |               |
| Gilgeous-Alexander 23 | Punti    | 19 Caboclo    |
| Alexander-Walker 3    | Assist   | 10 dos Santos |
| Olynyk 7              | Rimbalzi | 13 Caboclo    |

| Arbitri: | Roberto Vázquez Aleksandar Glišić Johnny Batista |

|                 |          |             |
| Caboclo 20      | Punti    | 24 Gražulis |
| Huertas 9       | Assist   | 6 Zoriks    |
| Caboclo, Dias 7 | Rimbalzi | 5 R. Kurucs |

| Arbitri: | Julio Anaya Juan Fernández Andrés Bartel |

|                    |          |                       |
| G. Hernangómez 25  | Punti    | 30 Gilgeous-Alexander |
| Fernández, Núñez 7 | Assist   | 7 Gilgeous-Alexander  |
| G. Hernangómez 6   | Rimbalzi | 5 3 giocatori         |

## Turno di classificazione 17º-32º posto
Accedono al turno di classificazione 17º-32º posto le terze e quarte classificate di ciascun raggruppamento della prima fase, portando i punti conquistati nel corso della prima fase. Le squadre sono distribuite in quattro gruppi da quattro squadre ciascuno: le squadre provenienti dai gruppi A e B vanno nel gruppo M, quelle dai gruppi C e D nel gruppo N, quelle dai gruppi E ed F nel gruppo O, quelle dai gruppi G e H nel gruppo P. Nella seconda fase ogni squadra gioca due partite contro le due squadre del proprio gruppo contro le quali non aveva giocato. Le prime classificate di ogni girone vengono classificate dal 17º al 20º posto, le seconde dal 21º al 24º posto, le terze dal 25º al 28º posto, le quarte dal 29º al 32º posto.

### Gruppo M

#### Classifica
| Pos. | Squadra       | Pt | G | V | P | PF  | PS  | DP  |
| ---- | ------------- | -- | - | - | - | --- | --- | --- |
| 1.   | Sudan del Sud | 8  | 5 | 3 | 2 | 456 | 431 | +25 |
| 2.   | Filippine     | 6  | 5 | 1 | 4 | 398 | 419 | -21 |
| 3.   | Angola        | 6  | 5 | 1 | 4 | 368 | 410 | -42 |
| 4.   | Cina          | 6  | 5 | 1 | 4 | 379 | 473 | -94 |

#### Risultati
| Arbitri: | Yohan Rosso Mārtiņš Kozlovskis Martin Vulić |

|            |          |           |
| Dundão 17  | Punti    | 20 Hu     |
| Dundão 8   | Assist   | 6 Zhao R. |
| De Sousa 9 | Rimbalzi | 7 Li      |

| Arbitri: | Guilherme Locatelli Gatis Saliņš Georgios Poursanidis |

|            |          |             |
| Jones 17   | Punti    | 24 Clarkson |
| Jones 14   | Assist   | 5 Ravena    |
| Gabriel 12 | Rimbalzi | 14 Edu      |

| Arbitri: | Gatis Saliņš Luis Castillo Carlos Peralta |

|            |          |            |
| Dundão 21  | Punti    | 26 Jones   |
| Domingos 8 | Assist   | 15 Jones   |
| Bango 13   | Rimbalzi | 10 Gabriel |

| Arbitri: | Mārtiņš Kozlovskis Kerem Baki Martin Vulić |

|                   |          |       |
| Clarkson 34       | Punti    | 17 Li |
| Ramos, Thompson 4 | Assist   | 5 Li  |
| Edu 10            | Rimbalzi | 9 Li  |

### Gruppo N

#### Classifica
| Pos. | Squadra       | Pt | G | V | P | PF  | PS  | DP   |
| ---- | ------------- | -- | - | - | - | --- | --- | ---- |
| 1.   | Egitto        | 7  | 5 | 2 | 3 | 412 | 411 | +1   |
| 2.   | Nuova Zelanda | 7  | 5 | 2 | 3 | 429 | 463 | -34  |
| 3.   | Messico       | 7  | 5 | 2 | 3 | 410 | 467 | -57  |
| 4.   | Giordania     | 5  | 5 | 0 | 5 | 369 | 475 | -106 |

#### Risultati
| Arbitri: | Takaki Kato Daniel García Péter Praksch |

|             |          |           |
| Te Rangi 32 | Punti    | 27 Cruz   |
| Ili 10      | Assist   | 9 Stoll   |
| Harris 8    | Rimbalzi | 11 Jaimes |

| Arbitri: | Antonio Conde Boris Krejič Manuel Attard |

|                |          |              |
| Amin, Marei 20 | Punti    | 18 Bzai      |
| el-Gendi 5     | Assist   | 5 Ibrahim    |
| Marei 14       | Rimbalzi | 11 al-Dwairi |

| Arbitri: | Daniel García Péter Praksch Park Kyoung-jin |

|           |          |           |
| Delany 27 | Punti    | 19 Amin   |
| Ili 5     | Assist   | 9 Amin    |
| Wetzell 7 | Rimbalzi | 9 Mahmoud |

| Arbitri: | Boris Krejič Kristian Paez Carlos Vélez |

|                     |          |           |
| Hollis-Jefferson 26 | Punti    | 21 Girón  |
| Hollis-Jefferson 10 | Assist   | 6 Jaimes  |
| al-Dwairi 9         | Rimbalzi | 11 Jaimes |

### Gruppo O

#### Classifica
| Pos. | Squadra    | Pt | G | V | P | PF  | PS  | DP  |
| ---- | ---------- | -- | - | - | - | --- | --- | --- |
| 1.   | Giappone   | 8  | 5 | 3 | 2 | 416 | 426 | -10 |
| 2.   | Finlandia  | 7  | 5 | 2 | 3 | 425 | 449 | -24 |
| 3.   | Capo Verde | 6  | 5 | 1 | 4 | 366 | 432 | -66 |
| 4.   | Venezuela  | 5  | 5 | 0 | 5 | 371 | 427 | -56 |

#### Risultati
| Arbitri: | Jorge Vázquez Wojciech Liszka Ahmed Al-Shuwaili |

|                |          |                   |
| I. Almeida 17  | Punti    | 34 Markkanen      |
| Mendes 5       | Assist   | 6 Jantunen, Salin |
| Wa. Tavares 12 | Rimbalzi | 9 Markkanen       |

| Arbitri: | Ademir Zurapović Blanca Burns Wael Mostafa |

|              |          |             |
| Hiejima 23   | Punti    | 20 Sojo     |
| Kawamura 11  | Assist   | 10 Guillént |
| Hawkinson 11 | Rimbalzi | 9 Ruiz      |

| Arbitri: | Martin Horozov Wojciech Liszka Ahmed Al-Shuwaili |

|              |          |            |
| Markkanen 32 | Punti    | 17 Chourio |
| Little 9     | Assist   | 7 Guillént |
| Markkanen 9  | Rimbalzi | 6 Graterol |

| Arbitri: | Omar Bermúdez Amy Bonner Waseem Husainy |

|              |          |                        |
| Hawkinson 29 | Punti    | 11 DaRosa, Wa. Tavares |
| Kawamura 8   | Assist   | 6 I. Almeida           |
| Watanabe 10  | Rimbalzi | 14 Wa. Tavares         |

### Gruppo P

#### Classifica
| Pos. | Squadra        | Pt | G | V | P | PF  | PS  | DP  |
| ---- | -------------- | -- | - | - | - | --- | --- | --- |
| 1.   | Francia        | 8  | 5 | 3 | 2 | 405 | 394 | +11 |
| 2.   | Libano         | 7  | 5 | 2 | 3 | 397 | 479 | -82 |
| 3.   | Costa d'Avorio | 6  | 5 | 1 | 4 | 373 | 433 | -60 |
| 4.   | Iran           | 5  | 5 | 0 | 5 | 321 | 419 | -98 |

#### Risultati
| Arbitri: | Juan Fernández Jenna Reneau Gvidas Gedvilas |

|           |          |            |
| Dally 21  | Punti    | 29 Saoud   |
| Diabaté 9 | Assist   | 8 Saoud    |
| Tapé 6    | Rimbalzi | 6 Spellman |

| Arbitri: | Aleksandar Glišić Andrés Bartel Yevgeniy Mikheyev |

|           |          |                      |
| Okobo 13  | Punti    | 11 Mirzaei,Yakhchali |
| de Colo 7 | Assist   | 4 Yakhchali          |
| Gobert 9  | Rimbalzi | 6 3 giocatori        |

| Arbitri: | Andrés Bartel Scott Beker Daigo Urushima |

|            |          |              |
| Zouzoua 18 | Punti    | 19 Cordinier |
| Diabaté 11 | Assist   | 7 Francisco  |
| Fofana 7   | Rimbalzi | 8 Gobert     |

| Arbitri: | Roberto Vázquez Johnny Batista Yevgeniy Mikheyev |

|               |          |             |
| Amini 22      | Punti    | 21 Arakji   |
| 3 giocatori 4 | Assist   | 7 Arakji    |
| Kazemi 11     | Rimbalzi | 11 Spellman |

## Fase a eliminazione diretta

### Tabellone
|  | Finale 5° posto | Finale 5° posto | Finale 5° posto |  |    | Semifinali 5°-8° posto | Semifinali 5°-8° posto | Semifinali 5°-8° posto |  |    | Quarti di finale | Quarti di finale | Quarti di finale |    |        | Semifinali  | Semifinali | Semifinali |    |                 | Finale          | Finale          | Finale |
|  |                 |                 |                 |  |    |                        |                        |                        |  |    |                  |                  |                  |    |        |             |            |            |    |                 |                 |                 |        |
|  |                 |                 |                 |  |    |                        |                        |                        |  |    | 1I               | Italia           | 63               |    |        |             |            |            |    |                 |                 |                 |        |
|  |                 |                 |                 |  |    |                        |                        |                        |  |    | 2J               | Stati Uniti      | 100              |    |        |             |            |            |    |                 |                 |                 |        |
|  |                 |                 |                 |  |    | 1I                     | Italia                 | 82                     |  |    |                  |                  |                  |    | 2J     | Stati Uniti | 111        |            |    |                 |                 |                 |        |
|  |                 |                 |                 |  |    | 2L                     | Lettonia               | 87                     |  |    |                  |                  |                  |    | 1K     | Germania    | 113        |            |    |                 |                 |                 |        |
|  |                 |                 |                 |  |    |                        |                        |                        |  | 1K | Germania         | 81               |                  |    |        |             |            |            |    |                 |                 |                 |        |
|  |                 |                 |                 |  |    |                        |                        |                        |  |    | 2L               | Lettonia         | 79               |    |        |             |            |            |    |                 |                 |                 |        |
|  | 2L              | Lettonia        | 98              |  |    |                        |                        |                        |  |    |                  |                  |                  |    |        |             |            |            |    | 1K              | Germania        | 83              |        |
|  | 1J              | Lituania        | 63              |  |    |                        |                        |                        |  |    |                  |                  |                  |    |        |             |            |            | 2I | Serbia          | 77              |                 |        |
|  |                 |                 |                 |  |    |                        |                        |                        |  |    | 1J               | Lituania         | 68               |    |        |             |            |            |    |                 |                 |                 |        |
|  |                 |                 |                 |  |    |                        |                        |                        |  |    | 2I               | Serbia           | 87               |    |        |             |            |            |    |                 |                 |                 |        |
|  |                 |                 |                 |  | 1J | Lituania               | 100                    |                        |  |    |                  |                  |                  | 2I | Serbia | 95          |            |            |    |                 |                 |                 |        |
|  | Finale 7° posto | Finale 7° posto | Finale 7° posto |  |    | 2K                     | Slovenia               | 84                     |  |    |                  |                  |                  |    | 1L     | Canada      | 86         |            |    | Finale 3° posto | Finale 3° posto | Finale 3° posto |        |
|  | 1I              | Italia          | 85              |  |    |                        |                        |                        |  |    | 1L               | Canada           | 100              |    |        |             |            |            |    | 2J              | Stati Uniti     | 118             |        |
|  | 2K              | Slovenia        | 89              |  |    |                        |                        |                        |  |    | 2K               | Slovenia         | 89               |    |        |             |            |            |    |                 | 1L              | Canada (dts)    | 127    |

### Quarti di finale
| Arbitri: | Omar Bermúdez Mārtiņš Kozlovskis Johnny Batista |

|                |          |               |
| Sedekerskis 14 | Punti    | 21 Bogdanović |
| Jokubaitis 9   | Assist   | 6 Gudurić     |
| Sedekerskis 9  | Rimbalzi | 6 Petrušev    |

| Arbitri: | Julio Anaya Ademir Zurapović Juan Fernández |

|               |          |                   |
| Fontecchio 18 | Punti    | 24 Bridges        |
| Tonut 5       | Assist   | 5 Haliburton      |
| Melli 9       | Rimbalzi | 7 Bridges, Portis |

| Arbitri: | Antonio Conde Yohan Rosso Martin Vulić |

|                    |          |           |
| F. Wagner 16       | Punti    | 24 Žagars |
| Schröder 4         | Assist   | 8 Žagars  |
| Theis, F. Wagner 8 | Rimbalzi | 10 Kurucs |

| Arbitri: | Roberto Vázquez Manuel Mazzoni Gatis Saliņš |

|                              |          |           |
| Gilgeous-Alexander 31        | Punti    | 26 Dončić |
| Gilgeous-Alexander, Olynyk 4 | Assist   | 5 Dončić  |
| Gilgeous-Alexander 10        | Rimbalzi | 6 Tobey   |

### Semifinali 5º-8º posto
| Arbitri: | Ademir Zurapović Takaki Kato Blanca Burns |

|           |          |             |
| Datome 20 | Punti    | 28 Gražulis |
| Spissu 7  | Assist   | 9 Šķēle     |
| Melli 9   | Rimbalzi | 6 Gražulis  |

| Arbitri: | Matthew Kallio Omar Bermúdez Johnny Batista |

|                 |          |           |
| Valančiūnas 24  | Punti    | 29 Dončić |
| Kariniauskas 10 | Assist   | 3 Dragić  |
| Valančiūnas 12  | Rimbalzi | 9 Tobey   |

### Semifinali
| Arbitri: | Yohan Rosso Julio Anaya Manuel Mazzoni |

|               |          |                      |
| Bogdanović 23 | Punti    | 23 Barrett           |
| S. Jović 5    | Assist   | 9 Gilgeous-Alexander |
| Milutinov 10  | Rimbalzi | 3 5 giocatori        |

| Arbitri: | Antonio Conde Boris Krejič Gatis Saliņš |

|              |          |                    |
| Edwards 23   | Punti    | 24 Obst            |
| Haliburton 8 | Assist   | 9 Schröder         |
| Edwards 8    | Rimbalzi | 7 Theis, Voigtmann |

### Finale 7º posto
| Arbitri: | Ademir Zurapović Mārtiņš Kozlovskis Martin Vulić |

|            |          |           |
| Spissu 22  | Punti    | 29 Dončić |
| Melli 5    | Assist   | 8 Dončić  |
| Polonara 7 | Rimbalzi | 10 Dončić |

### Finale 5º posto
| Arbitri: | Manuel Mazzoni Blanca Burns Johnny Batista |

|               |          |                |
| Kurucs 20     | Punti    | 16 Jokubaitis  |
| Žagars 17     | Assist   | 3 Brazdeikis   |
| 4 giocatori 6 | Rimbalzi | 10 Sedekerskis |

### Finale 3º posto
| Arbitri: | Yohan Rosso Julio Anaya Takaki Kato |

|              |          |                       |
| Edwards 24   | Punti    | 39 Brooks             |
| Haliburton 7 | Assist   | 12 Gilgeous-Alexander |
| Bridges 9    | Rimbalzi | 7 Barrett, Powell     |

### Finale
| Arbitri: | Roberto Vázquez Omar Bermúdez Gatis Saliņš |

|             |          |              |
| Schröder 28 | Punti    | 21 Avramović |
| Voigtmann 3 | Assist   | 5 Bogdanović |
| Voigtmann 8 | Rimbalzi | 8 N. Jović   |

## Classifica finale
|  |  |  |  | Qualificate ai Giochi Olimpici Parigi 2024 |

|  | Qualificate al Torneo di Qualificazione Olimpica 2024 |

| Campione del Mondo | Campione del Mondo | Campione del Mondo |
| --- | ------------------ | --- |
| Germania0 Bonga, 4 Lô, 5 Giffey, 7 Voigtmann, 9 F. Wagner, 10 Theis, 13 M. Wagner, 17 Schröder, 21 Hollatz, 32 Thiemann, 42 Obst, 44 Krämer, All. Gordon Herbert |                    | |
| Argento | Serbia             | Serbia3 Petrušev, 5 N. Jović, 7 Bogdanović, 9 Marinković, 13 Dobrić, 14 Ristić, 23 Gudurić, 24 S. Jović, 27 Davidovac, 28 Simanić, 30 Avramović, 33 Milutinov, All. Svetislav Pešić                          |
| Bronzo | Canada             | Canada0 Dort, 1 Alexander-Walker, 2 Gilgeous-Alexander, 3 Ejim, 7 Powell, 9 Barrett, 11 Alexander, 13 Olynyk, 15 Edey, 23 Scrubb, 24 Brooks, 25 Bell-Haynes, All. Jordi Fernández                            |
| 4. | Stati Uniti        | Stati Uniti4 Haliburton, 5 Bridges, 6 Johnson, 7 Ingram, 8 Banchero, 9 Portis, 10 Edwards, 11 Brunson, 12 Hart, 13 Jackson, 14 Kessler, 15 Reaves, All. Steve Kerr                                           |
| 5. | Lettonia           | Lettonia8 Dāv. Bertāns, 9 Dai. Bertāns, 11 Šmits, 12 Strautiņš, 18 Čavars, 21 Šķēle, 24 Gražulis, 32 Pasečņiks, 47 A. Kurucs, 55 Žagars, 66 Zoriks, 00 R. Kurucs, All. Luca Banchi                           |
| 6. | Lituania           | Lituania2 Normantas, 8 Sedekerskis, 9 Brazdeikis, 12 Maldūnas, 13 Jokubaitis, 17 Valančiūnas, 19 Kuzminskas, 20 Motiejūnas, 22 Bendžius, 31 Kariniauskas, 33 Dimša, 91 Sirvydis, All. Kazys Maksvytis        |
| 7. | Slovenia           | Slovenia4 Samar, 6 Nikolić, 7 K. Prepelič, 10 Tobey, 11 Blažič, 15 Hrovat, 27 Dimec, 30 Dragić, 32 B. Prepelič, 33 Glas, 55 Čebašek, 77 Dončić, All. Aleksander Sekulić                                      |
| 8. | Italia             | Italia0 Spissu, 7 Tonut, 9 Melli, 13 Fontecchio, 17 Ricci, 18 Spagnolo, 33 Polonara, 35 Diouf, 40 Severini, 50 Procida, 54 Pajola, 70 Datome, All. Gianmarco Pozzecco                                        |
| 9. | Spagna             | Spagna4 Díaz, 5 Fernández, 8 Brizuela, 10 Claver, 12 Aldama, 14 G. Hernangómez, 16 Garuba, 21 Abrines, 23 Llull, 24 Núñez, 41 J. Hernangómez, 44 Parra, All. Sergio Scariolo                                 |
| 10. | Australia          | Australia1 Daniels, 2 Thybulle, 3 Giddey, 4 Goulding, 5 Mills, 6 Green, 7 Ingles, 9 Cooks, 11 Exum, 14 White, 15 Kay, 26 Reath, All. Brian Goorjian                                                          |
| 11. | Montenegro         | Montenegro2 Ilić, 3 Mihailović, 4 Vučević, 7 Slavković, 8 Radončić, 11 Radović, 14 Dubljević, 19 Simonović, 20 Ivanović, 22 Drobnjak, 30 Popović, 55 Perry, All. Boško Radović                               |
| 12. | Porto Rico         | Porto Rico0 Piñeiro, 1 Conditt, 3 Howard, 11 S. Thompson, 13 Ford, 21 Reyes, 28 Romero, 32 Ortiz, 41 Toro, 51 Waters, 55 E. Thompson, 00 Holland, All. Nelson Colón                                          |
| 13. | Brasile            | Brasile2 Yago, 6 Felício, 8 Benite, 9 Marcelinho Huertas, 10 Soares, 11 Santos, 14 Meindl, 19 Raulzinho, 23 dos Anjos, 32 Georginho, 50 Caboclo, 99 Dias, All. Gustavo de Conti                              |
| 14. | Rep. Dominicana    | Rep. Dominicana2 Mendoza, 3 Montero, 4 Solano, 5 Liz, 9 Peña, 10 Feliz, 11 Vargas, 12 Delgado, 20 Suero, 23 Figueroa, 25 Quiñones, 32 Towns, All. Néstor García                                              |
| 15. | Grecia             | Grecia0 Walkup, 1 Rogkavopoulos, 3 Lountzīs, 5 Larentzakīs, 6 Mōraitīs, 13 Mpochōridīs, 14 Papagiannīs, 16 Papanikolaou, 21 Papapetrou, 43 Antetokounmpo, 44 Mītoglou, 76 Chatzīdakīs, All. Dīmītrīs Itoudīs |
| 16. | Georgia            | Georgia4 Andronik'ashvili, 5 Mamuk'elashvili, 6 Jinch'aradze, 7 Liklikadze, 8 Tsintsadze, 9 Shermadini, 10 Sanadze, 11 Turdziladze, 17 Berishvili, 23 Shengelia, 25 McFadden, 35 Bitadze, All. Īlias Zouros  |
| 17. | Sudan del Sud      | Sudan del Sud0 Madut, 1 Omot, 2 Jones, 6 Maluach, 8 Kuany, 11 Shayok, 12 Acuoth, 13 Deng, 14 Jok, 21 Bar, 32 Gabriel, 44 Dech, All. Royal Ivey                                                               |
| 18. | Francia            | Francia0 Okobo, 5 Batum, 7 Yabusele, 10 Fournier, 12 de Colo, 22 Tarpey, 24 Ouattara, 26 Lessort, 27 Gobert, 30 Cordinier, 93 Fall, 00 Francisco, All. Vincent Collet                                        |
| 19. | Giappone           | Giappone2 Togashi, 5 Kawamura, 6 Hiejima, 12 Watanabe, 18 Baba, 19 Nishida, 24 Hawkinson, 30 Tominaga, 31 Hara, 75 Inoue, 91 Yoshii, 99 Kawasanada, All. Tom Hovasse                                         |
| 20. | Egitto             | Egitto0 Zahran, 1 el-Gizawy, 4 Amin, 5 el-Gendi, 7 Moussa, 10 Mahmoud, 12 Shousha, 15 Gardner, 28 Abdelgawad, 44 Hussein, 50 Marei, 55 Oraby, All. Roy Rana                                                  |
| 21. | Finlandia          | Finlandia1 Little, 5 Murphy, 9 Salin, 13 Nkamhoua, 14 Kantonen, 18 Jantunen, 19 Valtonen, 20 Madsen, 21 Maxhuni, 23 Markkanen, 34 Grandison, 35 Seppälä, All. Lassi Tuovi                                    |
| 22. | Nuova Zelanda      | Nuova Zelanda1 Te Rangi, 2 Le'afa, 3 Delany, 4 Britt, 5 Ili, 7 Wetzell, 11 F. Cameron, 16 Smith-Milner, 20 Ngatai, 22 Harris, 23 Brown, 42 Fotu, All. Pero Cameron                                           |
| 23. | Libano             | Libano4 Spellman, 5 Saoud, 6 Khalil, 7 Zeinoun, 9 El Darwich, 10 Mansour, 11 Haidar, 14 Ezzeddine, 20 Arakji, 24 Gyokchyan, 25 Mezher, 00 Al-Khoury, All. Jad El Hajj                                        |
| 24. | Filippine          | Filippine4 Ravena, 6 Clarkson, 8 Thompson, 10 Abando, 11 Sotto, 13 Malonzo, 15 Fajardo, 16 Pogoy, 17 Perez, 24 Ramos, 25 Aguilar, 34 Edu, All. Chot Reyes                                                    |
| 25. | Messico            | Messico2 Bonilla, 3 Jaimes, 4 Stoll, 7 Gutiérrez, 8 Andriassi, 9 Cruz, 10 Girón, 13 Méndez-Valdez, 15 Camacho, 25 Gutiérrez, 34 Ibarra, 44 Amigo, All. Omar Quintero                                         |
| 26. | Angola             | Angola0 Francisco, 1 Domingos, 2 Maconda, 3 Lukeni, 5 Dundão, 8 Jilson, 9 Leonel, 10 Monteiro, 13 J. Fernandes, 20 Fernando, 22 de Sousa, 34 Kokila, All. Josep Clarós                                       |
| 27. | Costa d'Avorio     | Costa d'Avorio0 Moularé, 1 Abouo, 2 Koné, 3 Sidibé, 4 Tapé, 7 Dadiet, 8 M. Fofana, 10 Diabaté, 12 V. Fofana, 23 Bah, 45 Zouzoua, 77 Dally, All. Dejan Prokić                                                 |
| 28. | Capo Verde         | Capo Verde0 Lima, 5 DaRosa, 6 I. Almeida, 7 Mendonça, 8 Correia, 9 J. Almeida, 10 Mendes, 13 Wi. Tavares, 15 Coronel, 16 K. Gomes, 21 B. Gomes, 22 Wa. Tavares, All. Emanuel Trovoada                        |
| 29. | Cina               | Cina1 Li, 3 Hu M., 4 Zhao J., 8 Zhao R., 10 Zhou P., 14 Wang, 15 Zhou Qi, 19 Cui, 21 Hu J., 26 Zhu, 27 Fu, 77 Zhang, All. Aleksandar Đorđević                                                                |
| 30. | Venezuela          | Venezuela5 Vargas, 6 Sojo, 7 Zamora, 8 Cubillán, 9 Chourio, 14 Ruiz, 15 Graterol, 19 Guillént, 20 Sifontes, 23 Carrera, 35 Materán, 43 Colmenares, All. Fernando Duró                                        |
| 31. | Iran               | Iran3 Vahedi, 4 Mirzaei, 5 Mashayekhi, 6 Amini, 7 Rezaeifar, 8 Yakhchali, 10 Girgoorian, 14 Kazemi, 15 Haddadi, 17 Aghajanpour, 30 Agha Miri, 32 Aliakbari, All. Hakan Demir                                 |
| 32. | Giordania          | Giordania1 Abu Hawwas, 5 Ibrahim, 7 al-Hamarsheh, 9 Bzai, 11 Hammouri, 13 Hussein, 15 Abbas, 21 Abbaas, 22 Kanaan, 24 Hollis-Jefferson, 35 Najdawi, 44 Dwairi, All. Wesam al-Sous                            |

## Riconoscimenti giocatori
- Miglior giocatore:  Dennis Schröder
- Miglior quintetto:

 Dennis Schröder
 Shai Gilgeous-Alexander
 Anthony Edwards
 Bogdan Bogdanović
 Luka Dončić
- Secondo miglior quintetto:

 Artūrs Žagars
 Simone Fontecchio
 Jonas Valančiūnas
 Nikola Milutinov
 Franz Wagner
- Rising star:  Josh Giddey

- Miglior difensore:  Dillon Brooks

- Miglior allenatore:  Luca Banchi